# The Wide World Magazine

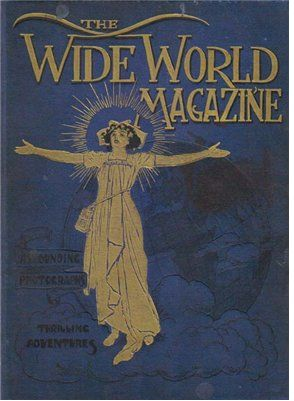
The Wide World Magazine - edizione in volume semestrale.

Il Wide World Magazine fu una pubblicazione mensile del Regno Unito, pubblicata dall'aprile 1898 al dicembre 1965.

## Storia
La rivista venne fondata dal noto editore George Newnes, famoso anche per Tit-Bits, The Strand Magazine, Country Life e altre testate. Era definita «una rivista illustrata di vera narrativa» e ogni mese si proponeva di presentare avventure di "vita vera" e storie di viaggio raccolte da tutto il mondo. Il suo motto era «La verità è più strana della finzione».
Nell'agosto 1898 venne pubblicato il primo di una serie di puntate de Le avventure di Louis de Rougemon, pubblicizzato come «la storia più sorprendente che un uomo abbia mai vissuto per raccontare». La storia era il resoconto di un uomo che aveva trascorso trent'anni nell'entroterra australiano e fece scalpore, ma fu smascherata come una bufala dal Daily Chronicle, suscitando un certo imbarazzo da parte dell'editore.
Alcuni autori famosi scrivevano occasionalmente per la rivista (come Arthur Conan Doyle, Henry Morton Stanley, Douglas Reeman ecc.), ed era abbondantemente illustrata con fotografie e disegni in bianco e nero da artisti come Terence Cuneo, Cecil Stuart Tresilian, Alfred Pearse, Chas Sheldon, Paul Hardy, William Barnes Wollen, John L. Wimbush, Charles J. Staniland, Joseph Finnemore, John Charlton, Warwick Goble, Tom Browne, Ernest Prater, Gordon Browne, Edward S. Hodgson, Norman H. Hardy, Inglis Sheldon Williams e Harry Rountree.
Il numero di maggio 1913 conteneva le prime notizie della morte del famigerato fuorilegge Butch Cassidy in Bolivia.
Nel 2004 Ben Macintyre descrisse scherzosamente la rivista come riguardante «ragazzi coraggiosi con grandi baffi su labbra rigide, che hanno fatto cose stupide e pericolose».